# Lac Jolliet (rivière Jolliet)
Pour les articles homonymes, voir Joliette.
Le lac Jolliet est le principal plan d'eau douce traversé par la rivière Jolliet (versant de la rivière Rupert), coulant dans Eeyou Istchee Baie-James (municipalité), en Jamésie, dans la région administrative du Nord-du-Québec, dans la province de Québec, au Canada.
La surface du lac Jolliet est habituellement gelée de la fin octobre au début mai, toutefois la circulation sécuritaire sur la glace se fait généralement de la mi-novembre à la fin d'avril.

## Géographie
Le lac Jolliet comporte une longueur de 17,3 km, une largeur maximale de 5,7 km et une altitude de 208 m. Ce lac est surtout alimenté par la rivière Jolliet (venant du nord), la décharge du lac Kuskapish et par sept autres décharges drainant des lacs non identifiés en amont. Le sommet (altitude : 308 m) de la colline Metutikwan est situé à 3,2 km au Sud.
Le lac Jolliet comporte une île d'une longueur de 4,0 km localisée dans une grande baie de la rive nord-ouest. Il comporte aussi une presqu'île rattachée à la rive sud-est et s'avançant sur 3,8 km vers la baie du nord-ouest. La partie nord-est du lac comporte trois grandes baies dont la longueur est de 2,1 km à 2,9 km.
Les principaux bassins versants voisins du lac Jolliet sont :
- côté nord : lac Kamichisuchistunuch, lac Kapituwestaweu, rivière Pontax, rivière Wachiskw, rivière Enistuwach, rivière Chenukamisu ;
- côté est : lac Nemiscau, rivière Rupert, rivière Kawawakaschekau, rivière Nemiscau ;
- côté sud : rivière Rupert, lac Nemiscau, rivière Broadback, lac Naquiperdu ;
- côté ouest : ruisseau Achistuskweyau, rivière Pontax, rivière Rupert, rivière Enistuwach.

L'embouchure du lac Jolliet est localisée à :
- 16,4 km au nord-est de l'embouchure de la rivière Jolliet (confluence avec la Rivière Rupert) ;
- 34,2 km au nord-est des Rapides Kaumwakweyuch où le pont de la route de la Baie James enjambe la rivière Rupert ;
- 123,3 km à l'est de la confluence de la rivière Rupert et la baie de Rupert ;
- 162,7 km à l'est de la « Pointe de la Fougère Rouge » qui s'avance vers le nord dans la baie James, presque à la limite du Québec et de l'Ontario[1].

À partir de l'embouchure du lac Jolliet, le courant coule sur 144,6 km jusqu'à la baie de Rupert, selon les segments suivants :
- 4,9 km vers le sud-ouest, jusqu'à la rive sud-ouest du lac Metutikwanish ;
- 1,5 km vers l'ouest en traversant le lac Metutikwanish. Note : ce lac triangulaire reçoit par le nord les eaux des lacs Kaikwanikau et Namepi Amikap ;
- 13,0 km vers le sud-ouest jusqu'à la confluence de la rivière Jolliet et la rivière Rupert ;
- 21,6 km vers l'ouest, jusqu'aux Rapides Kaumwakweyuch où le pont de la route de la Baie James enjambe la rivière Rupert ;
- 103,6 km vers l'ouest, en empruntant la rivière Rupert, jusqu'à la baie de Rupert[1]

## Toponymie
Le toponyme "lac Jolliet" a été officialisé le 3 février 1983 par la Commission de toponymie du Québec, soit à la création de cette commission.